# 正木健雄
正木 健雄（まさき たけお、1930年 - 2015年7月19日）は、日本の体育学者。日本体育大学大学院名誉教授。和歌山県新宮市生まれ。

## 略歴
- 1953年 - 東京大学教育学部体育学科を卒業。
- 1958年 - 同大学院博士課程（体育学専攻）修了。
- 東京大学教育学部助手、日本体育大学専任講師、同助教授、東京理科大学理工学部教授、日本体育大学教授、同体育研究所長、同女子短期大学部長を経て、日本体育大学大学院名誉教授。

## 著書
- 子どもの体力（国民文庫（大月書店）、1979年）
- やる気のおこるからだづくり（芽生え社、1989年8月）
- おかしいぞ 子どもたちのからだ - 図表でみる最新報告（大月書店、1995年6月）
- ヒトになる、人間になる。 子育ての教育生理学（創教出版、2001年1月）
- からだづくり・心づくり 子どもを守る「希望の体育学」（農村漁村文化協会、2002年3月）
- 希望の体育学 - 正木健雄選集（農村漁村文化協会、2002年3月）
- データが語る子どものからだと心の危機―英知を集め子どもの全面発達をめざして（芽生え社、2002年3月）
- 新・いきいき体調トレーニング （岩波書店、2003年12月19日）
- 脳をきたえる「じゃれつき遊び」- はじめて出会う育児シリーズ 3~6歳 キレない子ども 集中力のある子どもに育つ（小学館、2004年7月）
- 正木健雄先生の子どものからだと心を科学する （合同出版、2012年5月）